# Maria Gorete Joaquim
Maria Gorete Joaquim (* 1958; † 1979) war eine osttimoresische Freiheitskämpferin.

## Leben
Als die Indonesier am 7. Dezember 1975 in Osttimors Hauptstadt Dili einmarschierten, war Gorete 17 Jahre alt und Studentin in Dili. Sie war Mitglied der UNETIM (União do Estudiante do Timor), der Studentenbewegung der FRETILIN und Nichte von Leopoldo Joaquim, einem Mitglied des Zentralkomitees (CCF) der FRETILIN. Sie begann in Dili Informationen über die Besatzungsarmee zu sammeln und gab diese an die FALINTIL, den militärischen Widerstand, weiter. Deswegen wurde Gorete ein Jahr lang von den indonesischen Sicherheitskräften inhaftiert. In dieser Zeit folterte man sie mit Elektroschocks, Schlägen und man drückte Zigarettenkippen in ihrem Gesicht aus. Außerdem berichtete Gorete später von Injektionen, von denen sie vermutete, dass es sich um Wahrheitsdrogen handelte. Nach den Spritzen schlief sie stundenlang und konnte sich danach an nichts mehr erinnern. Ab dem dritten Haftmonat wurde sie vom Offizier vom Dienst vergewaltigt. Schließlich wurde Gorete wieder freigelassen. 
Nach ihrer Haft besuchte sie alle Partys, die Indonesier veranstalteten. Als hübsches Mädchen war sie dort gern gesehen. Die Gelegenheit nutzte sie wieder, um Informationen für den Widerstand zu sammeln, vor allem von den indonesischen Soldaten, wenn sie betrunken waren. Allerdings konnte sie sich nicht immer zurückhalten und kritisierte die Indonesier auf den Feiern direkt. Man riet ihr, besser von den Partys wegzubleiben. Nach einem Jahr in Freiheit versuchte sie, in den Busch zu den Kämpfern zu fliehen, wurde aber erneut von den Indonesiern verhaftet. Sie wurde unter den Indonesiern herumgereicht. Sie arbeitete als Übersetzerin für die Besatzer und wurde immer wieder von ihnen vergewaltigt. Zeugen sahen sie in Manatuto, Baucau, Lospalos und an anderen Orten. Weiterhin versorgte sie die FALINTIL dabei mit Informationen. In einem Brief schrieb sie an ihre Mutter:

„Ich musste mich viele Male selbst vor den Indonesiern demütigen, aber ich kann nichts tun, ich bin in ihrer Gewalt, ich gehöre mir selbst nicht mehr.“

Nach drei Monaten gab es plötzlich keine Nachrichten mehr über Gorete. Gerüchte gingen um, sie sei auf eine Insel gebracht worden, man habe sie aus einem Hubschrauber geworfen oder sie sei in Uato-Lari oder Quelicai erschossen worden. Gorete hatte die Erniedrigungen schließlich nicht mehr ertragen und sich geweigert, weiter für die Indonesier zu arbeiten. Sie sagte, dass man sie besser töten sollte.
Nach Maria Gorete Joaquim ist ein Stipendium der Australian Catholic University Foundation benannt. Es wurde 2004 von einem anonymen Sponsor eingeführt, um Gorete zu ehren. Der Stipendiumsfond wurde durch weitere Spenden von den Maristen-Schulbrüder und anderen noch vergrößert.